# Attività della vita quotidiana
Per attività di vita quotidiana ci si riferisce a quelle attività giornaliere che riguardano la sfera privata di un individuo, e in particolare la cura personale di sè e dei suoi familiari. 

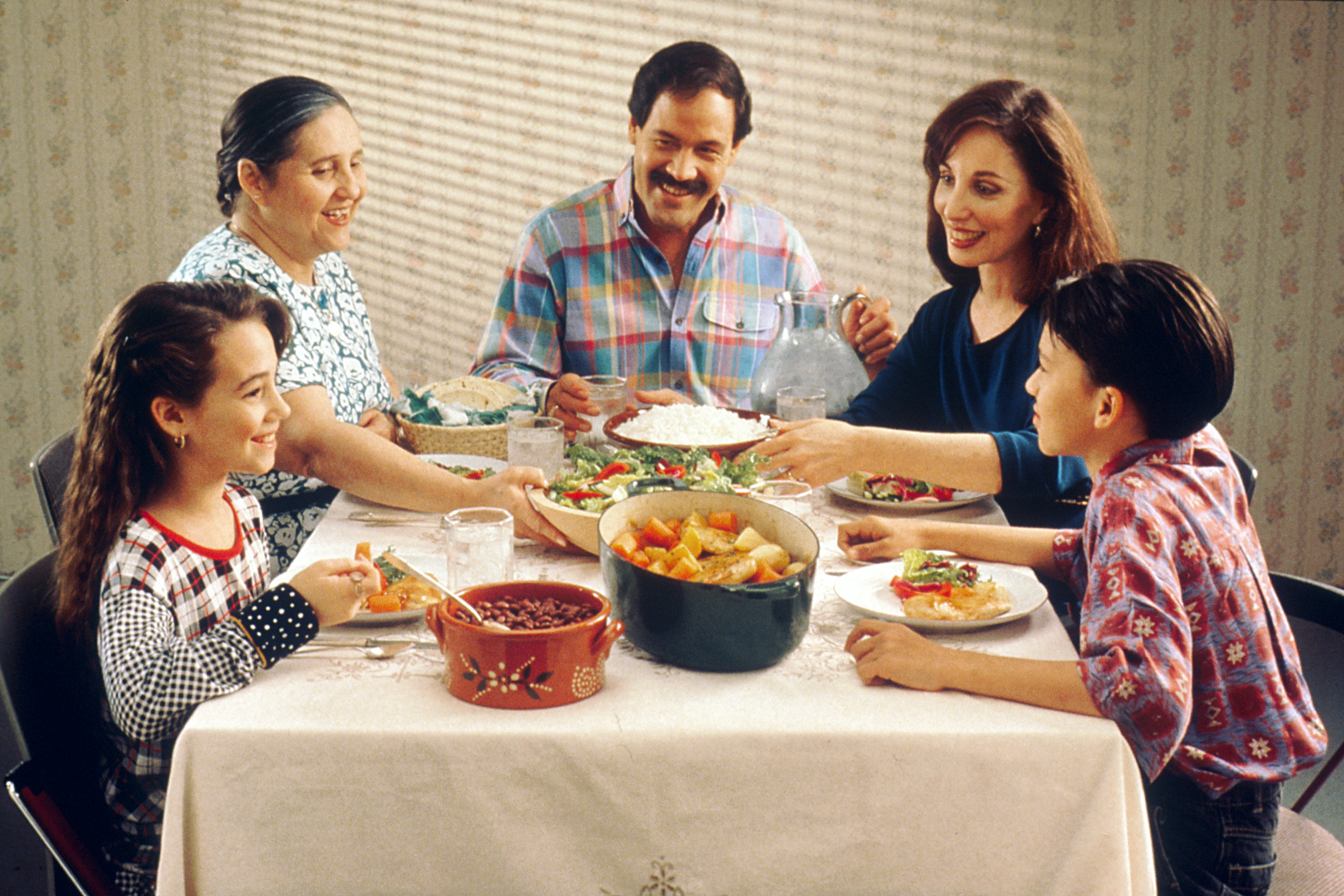
Pranzo quotidiano in una tavola familiare.

Il concetto, abrreviato in ADLs o ADL (dall'inglese activities of daily living), fu originariamente proposto in ambito sanitario negli anni '50 dal Dottor Sidney Katz e la sua squadra presso il Benjamin Rose Hospital a Cleveland, ed è stato rivisitato e rifinito da numerosi ricercatori da allora. I professionisti della salute utilizzano spesso la capacità e l'incapacità di una persona a svolgere le ADL come metro di misurazione della loro condizione funzionale, specialmente per quanto riguarda le persone disabili e gli anziani. I bambini più piccoli spesso hanno bisogno dell'aiuto degli adulti nello svolgere le ADL, dal momento che non hanno ancora sviluppato le capacità necessarie per svolgerle da soli.
Le ADL vengono definite come le "cose che normalmente facciamo... come nutrirci, lavarci, vestirci, curarci, lavorare, svolgere le faccende domestiche e rilassarci”. Diverse ricerche nazionali raccolgono informazioni riguardanti lo stato delle ADL all'interno della popolazione americana. Dopo aver spiegato la definizione base delle ADL, quello che rende una ADL adatta a ciascun singolo individuo può variare. Possono essere utilizzati attrezzature e strumenti specifici per il potenziamento e il miglioramento dell'indipendenza durante lo svolgimento delle ADL.

## ADL di base
Le ADL di base consistono in attività di cura personale che includono, ma non solo:
- La mobilità funzionale, spesso riferita a un movimento (spostarsi da un luogo a un altro compiendo le attività)
  - Per la maggior parte della gente, la mobilità funzionale è calcolata in base alla loro capacità di camminare, salire e scendere dal letto, sedersi o alzarsi dalla sedia; la suddetta definizione generica è utile per quanto riguarda le persone con diverse capacità fisiche che sono ancora in grado di deambulare in maniera indipendente.
- Fare un bagno o la doccia (lavare il corpo)
- Vestirsi
- Nutrirsi in maniera autosufficiente (esclusa la capacità di cucinare, masticare o ingoiare)
- Badare alla propria igiene e cure personale (inclusi spazzolarsi, pettinarsi e sistemarsi i capelli)
- Igiene legato alla toilette (andare al bagno, pulirsi da soli, rialzarsi dalla tazza).

Se si pensa alle ADL di base basta pensare al fatto che si tratti semplicemente delle tante attività che tanta gente svolge quando si alza al mattino e si prepara per uscire di casa: scendere dal letto, andare in bagno, lavarsi, vestirsi, pettinarsi e mangiare.
Anche se non utilizzato a livello generale, un termine per ricordarle che alcuni ritengono utile è DEATH: l'acronimo, cioè, di vestirsi/lavarsi (dressing), mangiare (eating), deambulare (ambulating), andare al bagno (toileting), igiene (hygiene) in lingua inglese.

## ADL strumentali
Le attività quotidiane strumentali (IADL)  non sono necessarie per la funzionalità fondamentale ma rendono possibile la vita a un individuo all'interno della comunità.
- Lavori domestici
- Preparazione dei pasti
- Assunzione dei farmaci come prescritti
- Gestione dei soldi
- Spese inerenti a cibo e vestiario
- Utilizzo di un telefono o altre forme di comunicazione
- Trasporto all'interno della comunità

Un utile termine per ricordarli è SHAFT: l'acronimo, cioè, di shopping, lavori domestici (housekeeping), gestione dei soldi (accounting), cibo (food), preparazione/medicinali, telefono/trasporto in inglese.
Gli ergoterapeuti spesso valutano le IADL durante il completamento della valutazione del paziente. La American Occupational Therapy Association identifica 12 tipi di IADL che possono essere eseguite in aggiunta ad altre:
- Cura degli altri (includendo la scelta e la supervisione di badanti)
- Cura degli animali
- Allevamento dei bambini
- Gestione della comunicazione
- Mobilità nella comunità
- Gestione delle finanze
- Gestione della salute e il suo mantenimento
- Stabilimento in una casa e il suo mantenimento
- Preparazione di un pasto e pulizia
- Osservazioni religiose
- Procedure di sicurezza e risposta alle emergenze
- Acquisti

## Assistenza
L'assistenza durante le attività quotidiane è un'abilità richiesta nelle professioni infermieristiche tanto quanto in quelle di assistenza sanitaria. Questa include l'assistenza del paziente per quanto riguarda la mobilità, come per esempio far muovere o spostare un paziente incapace di farlo a letto. Per questioni igieniche, questo spesso implica la doccia a letto e l'espulsione assistita sia urinaria che intestinale.

## Valutazione delle ADL
Ci sono diversi strumenti di valutazione, come la scala ADL Katz, la scala IADL Lawton e la scala ADL Bristol.
La maggior parte dei servizi sanitari usano le valutazioni ADL durante le loro pratiche, includendo i modelli medici (o istituzionali), come il modello di assistenza Roper-Logan-Tierney, e modelli incentrati sui residenti, come il programma All-inclusive Care for the Elderly (PACE).

### Valutazione ADL e ricerca
Le valutazioni ADL sono sempre più frequentemente utilizzate all'interno di studi epidemiologici come un accertamento della salute a vita avanzata che non deve per forza coinvolgere una specifica malattia. Gli studi che utilizzano le ADL si distinguono da quelli che indagano sui risultati di malattie specifiche, poiché sono sensibili a una più vasta gamma di effetti riguardanti la salute, a livelli di impatto inferiori. Le ADL sono misurate su scale continuative, rendendo così il processo di indagine più chiaro.
Sidney Katz aveva inizialmente studiato 64 fratture all'anca in pazienti che avevano subito la frattura almeno 18 mesi prima. Durante lo studio sono stati raccolti dati inerenti ai trattamenti eseguiti, al progresso del paziente e ai risultati. Dopo aver analizzato lo studio dei dati, i ricercatori hanno scoperto che i pazienti che erano stati considerati i più indipendenti potevano svolgere una serie di attività base – passando dalle più complesse come fare il bagno alle meno complesse come nutrirsi. Da questi dati, Katz sviluppò una scala per accertare l'abilità degli individui nell'essere indipendenti. Tutto ciò venne pubblicato per la prima volta nel 1963 nel Journal of the American Medical Association; il documento è stato citato più di mille volte.
Nonostante la scala offra una misura standardizzata per la funzionalità psicologica e biologica, il processo di arrivo a questo risultato è stato criticato. In particolar modo, Porter si batté per un approccio fenomenologico dicendo che:
 Porter enfatizza la possibile natura delle ADL riferite a una specifica malattia (avendo osservato i pazienti con l'anca fratturata), il bisogno di una definizione obiettiva delle ADL e la possibilità di aggiungere ulteriori misurazioni funzionali.